# جامعة كاليفورنيا
جامعة كاليفورنيا (بالإنجليزية: University of California أو (UC)) هي منظومة جامعية حكومية عامة تقع في ولاية كاليفورنيا الأمريكية، عدد طلاب الجامعة 191,000 طلبة، واجمالي الخريجين الذين ما زالوا قيد الحياة هو 1,340,000 خريج. الجامعة تتبع نظام المدمج نظام الحكومي ونظام الحرم الجامعي، تبلغ ميزانية الجامعة 53.4 مليار دولار، الاضخم في الولايات المتحدة على الاطلاق.
الجامعة تضم عدد من الجامعات الفرعية كل فرع يقع بحرم جامعي متكامل، وكل فرع يضم عدد من التخصصات، أشهر أفرعها هي جامعة كاليفورينا بيركلي UC Berkeley وقد أنشئت عام 1868 وأحدث فروع الجامعة هو مريسد UC Merced التي أنشئت عام 2005.
تعتبر الجامعة أحد أكبر الجامعات عالمياً، وتضم عددًا كبيرًا من أعضاء هيئة التدريس ويكاد يقال أنه تحوي على أعضاء هيئة تدريس في كافة التخصصات.
تعد افرع جامعة كاليفورنيا الاعلى تصنيفا ضمن الجامعات الحكومية الامريكية ، حيث تم تصنيف 7 من اصل 10 افرع للجامعة ضمن افضل 10 جامعات في العالم ، حسب تصنيف يو اس نيوز لعام 2025.

## فروع منظومة جامعة كاليفورنيا
1. جامعة كاليفورنيا، بركلي (تأسست 1868)
2. جامعة كاليفورنيا، سان فرانسيسكو (تأسست 1873)
3. جامعة كاليفورنيا، دافيس (تأسست 1908)
4. جامعة كاليفورنيا، سانتا باربرا (تأسست 1909)
5. جامعة كاليفورنيا، لوس أنجلوس (تأسست 1919)
6. جامعة كاليفورنيا، ريفرسايد (تأسست 1954)
7. جامعة كاليفورنيا، سان دييغو (تأسست 1960)
8. جامعة كاليفورنيا، إرفاين (تأسست 1965)
9. جامعة كاليفورنيا، سانتا كروز (تأسست 1965)
10. جامعة كاليفورنيا، ميرسد (تأسست 2005)

## ترتيب الافرع حسب التصنيف الأكاديمي لسنة 2025 (U.S News & World Report)[6]
1. جامعة كاليفورنيا، بركلي (رقم 5 عالميا)
2. جامعة كاليفورنيا، لوس أنجلوس (رقم 11 عالميا)
3. جامعة كاليفورنيا، سان فرانسيسكو (رقم 15 عالميا)
4. جامعة كاليفورنيا، سان دييغو (رقم 21 عالميا)
5. جامعة كاليفورنيا، دافيس (رقم 89 عالميا)
6. جامعة كاليفورنيا، سانتا باربرا (رقم 89 عالميا)
7. جامعة كاليفورنيا، إرفاين (رقم 100 عالميا)
8. جامعة كاليفورنيا، سانتا كروز (129 عالميا)
9. جامعة كاليفورنيا، ريفرسايد (رقم 223 عالميا)
10. جامعة كاليفورنيا، ميرسد (رقم 831 عالميا)